# المنطقة التنموية الوسطى
المنطقة التنموية الوسطى هي أحد الأقاليم الخمسة في النيبال. تبلغ مساحتها 27,410 كم². وتحتوي على 3 مديريات و19 مقاطعة.